# Uvbergets naturreservat, Malung-Sälens kommun
Uvbergets naturreservat är ett naturreservat i Malung-Sälens kommun i Dalarnas län.
Området är naturskyddat sedan 2019 och är 83 hektar stort. Reservatet ligger på Uvberget väster om sjön Fämten och består av gran- och tallskog.